# Politica Argentinei
Politica Argentinei se realizează pe baza unui sistem democratic reprezentativ, țara fiind o republică prezidențială, iar sistemul politic fiind poli-partid.
Norma maximă care reglementează politica Argentinei este Constituția Argentinei.

## Puterea executivă

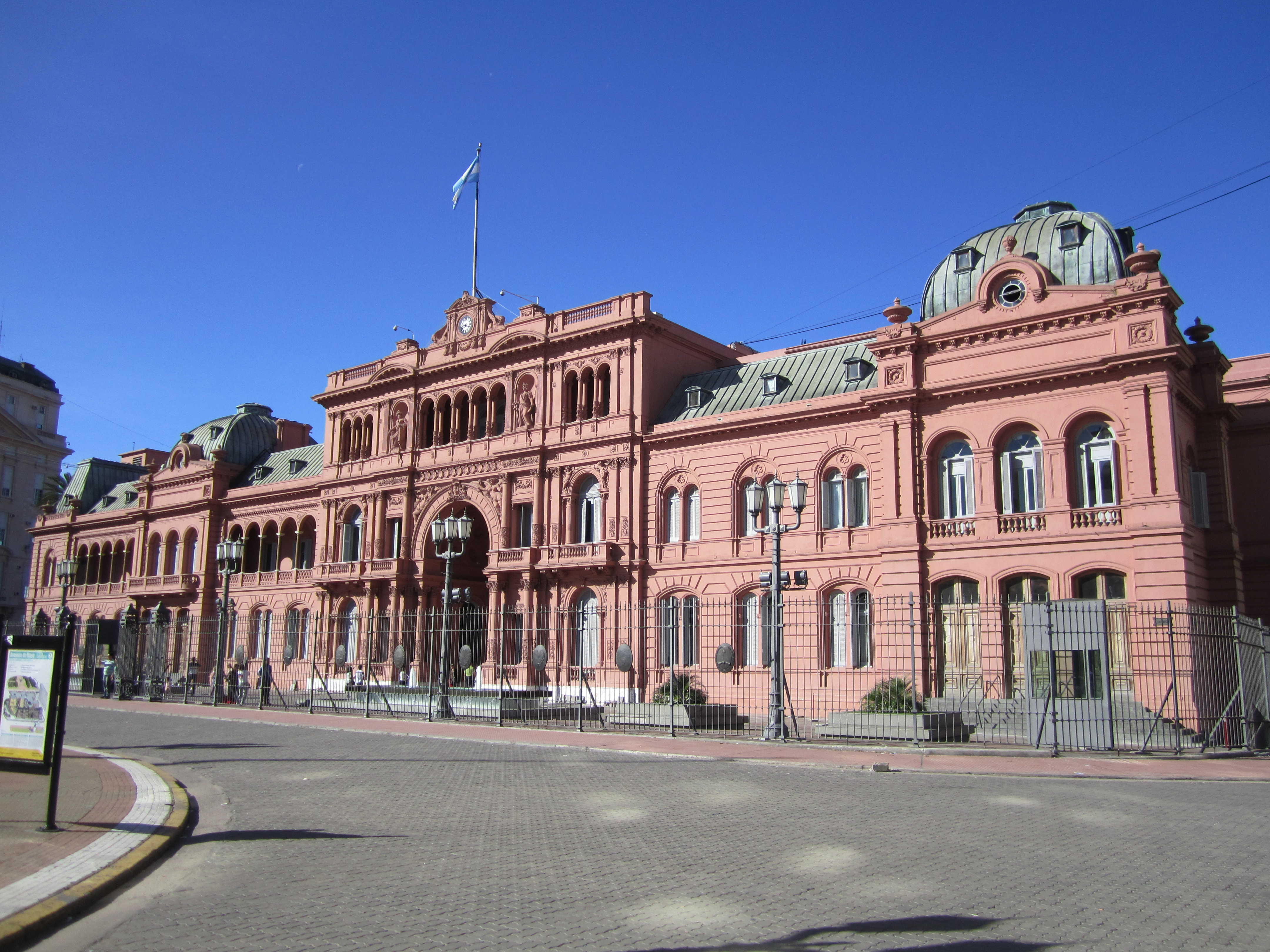
Casa Rosada.

Corespunde președintelui Argentinei care este responsabil în administrarea și îndeplinirea intereselor statului.
În alegerile generale președintele și vicepreședintele  sunt aleși prin vot universal, direct, uninominal. Reforma constituțională din 1994 a introdus rundele duble, unde voturile ce depașesc 45% din voturile valide sau 40%, cu un avantaj de peste 10% în ceea ce privește al dolea caz, membrii săi sunt proclamați președinte și vicepreședinte, fiind necesar, de altfel, să se țină un al doilea tur de scrutin între cele două părti care au fost votate în primul scrutin, unde președinte va fi proclamat cel cu numarul mai mare de voturi.
În 2003, rezultatele din primul tur de scrutin a stabilit că mai trebuia realizat un al doilea, dar Carlos Saúl Menem (câștigător în primul tur de scrutin) a renunțat, cu unanimitate în urma sondajelor care îl înfățișau drept ratat, a fost proclamat drept președinte Néstor Kirchner, care în primul tur de scrutin a obținut puțin mai mult de 22% din voturi.
Procedura cu cele două runde de vot are o istorie de dispoziții tranzitorii prin care guvernul militar care a condus Argentina din 1966 le-a stabilit pentru alegerile din martie 1973, cu o cerință de 50% din voturi pentru a câștiga un tur de scrutin. [[Héctor José Cámpora, candidat FREJULI (partidul "El Frente Justicia, Unión y Libertad) a câștigat 49,5% din voturi, dar a existat și un al doilea tur pentru ca Ricardo Balbín  de la Unión Cívica Radical, care s-a clasat pe locul doi,cu 21,3% și-a recunoscut înfrângerea.
Președintele este liderul suprem al națiunii, șeful guvernului, responsabilul politic de gestionarea generală a țării și comandantul suprem al tuturor forțelor armate ale națiunii.
Șeful Statului Major, numit de președinte, exercită administrarea generală a țării și împreună cu alți miniștri, autentifică și legalizează actele președintelui, prin intermediul semnăturii acestuia, fără de care sunt ineficiente.
Secretariatele generale ale președintelui și Juridic și Tehnic și avocatul Oficiului Trezoreriei sunt incluse în tabelul de mai jos, deoarece acestea au rang echivalent de ministru, fără a fi specificate.
| Membrii Puterii Executive a Argentinei (Actualizat la 26 octombrie 2009, sursa: presedinția) | Membrii Puterii Executive a Argentinei (Actualizat la 26 octombrie 2009, sursa: presedinția) |
| -------------------------------------------------------------------------------------------- | -------------------------------------------------------------------------------------------- |
| Președinte                                                                                   | Cristina Fernadéz                                                                            |
| Vicepreședinte                                                                               | Julio Cobos                                                                                  |
| Șeful Cabinetului de Ministri                                                                | Aníbal Fernandéz                                                                             |
| Ministrul Internelor                                                                         | Florencio Randazzo                                                                           |
| Ministrul Afacerilor Externe, Comerț Internațional și Cultură                                | Jorge Taiana                                                                                 |
| Ministrul Apărării                                                                           | Nilda Garré                                                                                  |
| Ministrul Economiei și Finanțelor publice                                                    | Amado Boudou                                                                                 |
| Ministrul Industriei și turismului                                                           | Débora Giorgi                                                                                |
| Ministrul Agriculturii, Zootehniei și Pescuitului                                            | Julián Dominguez                                                                             |
| Ministrul de Planificare Federală, Investiții publice și servicii                            | Julio De Vido                                                                                |
| Ministrul de Justiție și drepturile Omului                                                   | Julio Alak                                                                                   |
| Ministrul Educației                                                                          | Alberto Sileoni                                                                              |
| Ministrul Muncii, Ocuparea forței de muncă și securitate socială                             | Carlos Tomada                                                                                |
| Ministrul Sănătății                                                                          | Juan Luis Manzur                                                                             |
| Ministrul de Știință, Tehnologie și Inovare de producere                                     | Lino Baraño                                                                                  |
| Ministrul de Dezvoltare socială                                                              | Alicia Kirchner                                                                              |
| Avocatul Trezoreriei Naționale                                                               | Joaquín Pedro la Rocha                                                                       |
| Secretarul general al președinției                                                           | Oascar Parrilli                                                                              |
| Secretarul juridic și tehnic                                                                 | Carlos Zannini                                                                               |

## Puterea legislativă

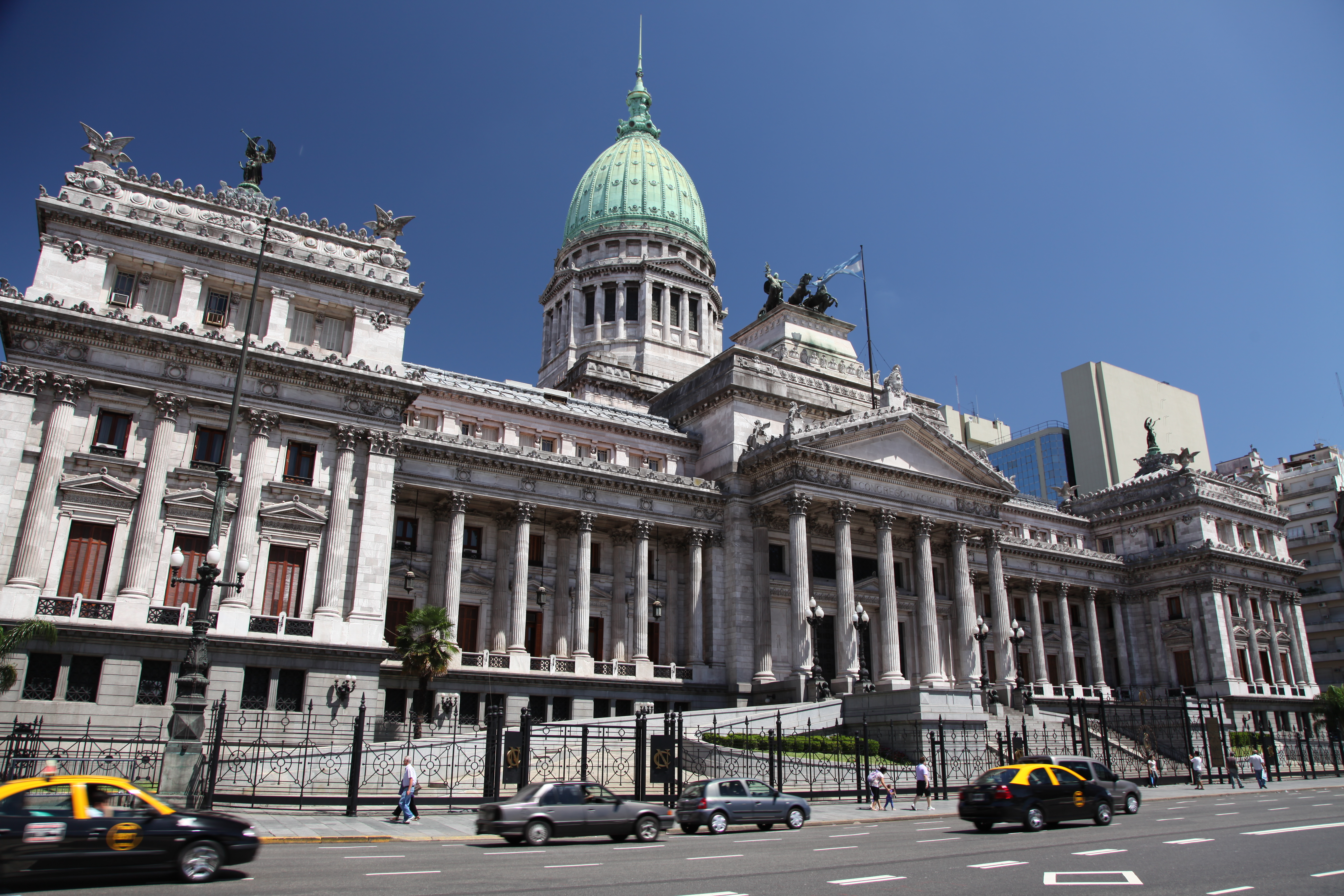
Congresului Argentinei.

Corespunde Congresului Argentinei, alcătuit din Camera Deputaților din Argentina și Senatul din Argentina, ocupându-se de emiterea și punerea în aplicare a legilor.
Congresul, ales prin vot universal, este bicameral.

### Camera Deputaților
Camera Deputaților este formată din 257 deputați aleși pentru patru ani, cu înlocuirea parțială a acestora la fiecare doi ani. Fiecare provincie reprezintă o circumscripție electorală, fiind ales ca reprezentant al sistemului D'Hont din numărul deputaților care corespunde fiecareia. Numărul deputaților din fiecare district este determinat de oamenii săi, dar nu poate fi mai mică de cinci, pentru a asigura o mai mare reprezentare în provinciile mai puțin populate, care de altfel ar reduce numărul acestora la unu sau doi.

### Senatul
Este compusă din 72 de senatori; câte trei pentru fiecare provincie și trei din orașul autonom Buenos Aires. Aceștia sunt aleși pentru o perioadă de șase ani cu realegerea nelimitată și se atribuie doi senatori partidului cel mai votat și trei, partidului care urmează ca număr de voturi. Senatul reînnoiește o treime din membrii săi la fiecare doi ani. Președintele Senatului este vicepreședintele statului, care poate vota numai în caz de egalitate. Privind componența din punct de vedere a partidului a Senatului și reînnoirea acestuia, se face referire la clauza Senatului Argentinei.

## Puterea juridică

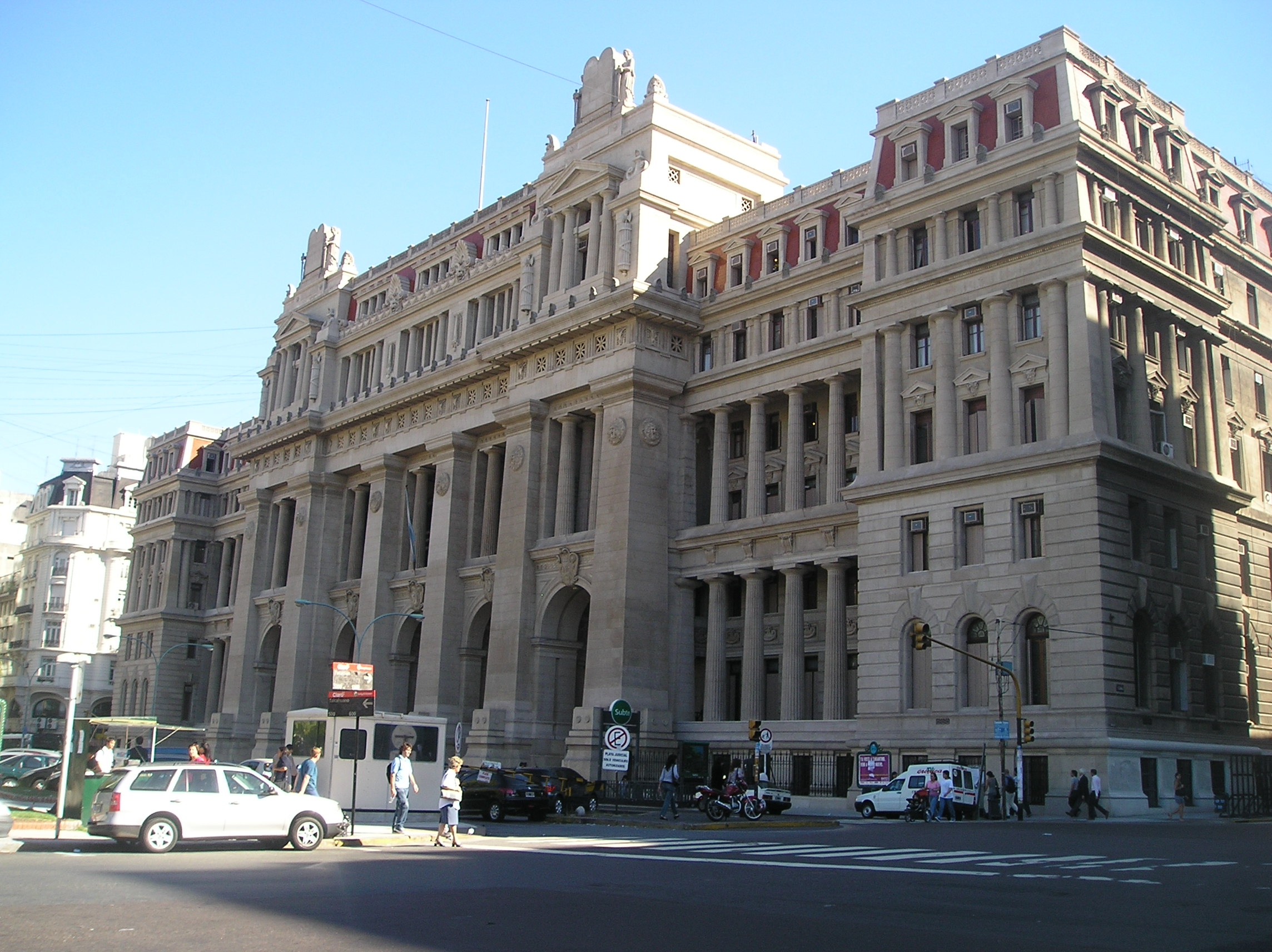
Curții Supreme a Argentinei.

Corespunde Curții Supreme a Argentinei (de asemenea, instanțelor inferioare) și este responsabilă pentru administrarea justiției.

### Curtea Supremă de Justiție
Aceasta este alcătuită din șapte membri numiți de președinte, cu acordul Senatului. Este șeful sistemului judiciar a țării.

### Consiliul judiciar
Administrează puterea judiciară a tuturor instanțelor, cu excepția Curții Supreme. Este responsabil pentru cinci funcții, inclusiv o licitație publică pentru a selecta judecători (cu excepția celor a Curții Supreme) și eliminări prevăzute de lege.

### Ministerul public
Organism independent, cu autonomie funcțională și financiară pentru a promova participarea justiției în apărarea intereselor comunității, care urmează să fie compus dintr-un Procuror General și un Avocat General.

### Proces cu jurați
Constituția actuală, dispune din 1853 de istituții de jurați pentru procesele penale, dar acest lucru nu a fost pus în practică deși au fost făcute demersuri în acest sens.

## Alte instituții ale statului

### Auditoriul General al țării
Organism autonom de asistență tehnică a Congresului pentru controlul actualizării puterii executive. Președintele său este numit la propunerea partidului politic din opoziție care are cel mai mare număr de legiuitori din Congres (Deputați și Senatori în comun).

### Ombudsmanul
Organism independent instituit în domeniul Congresului, cu autonomie deplină în apărarea și protecția drepturilor omului și alte drepturi constituționale și legale, precum și de a controla exercitarea funcțiilor publice administrative. Aleși pentru un mandat de cinci ani, care poate fi reînnoit o singură dată, pentru două treimi din membrii prezenți în fiecare din camerele Congresului.
Ombudsmanul Argentinei la momentul actual este Anselmo Agustin Sella, din 6 aprilie 2009.
Ombudsmanul este o autoritate de stat responsabil de asigurarea drepturilor cetățenilor împotriva abuzurilor care pot fi comise de puterea executivă, sau de cea legislativă a statului. Unii autori susțin că "Justicia de Aragón" este un precursor al ombudsmanului, care provine din Constituția suedeză care a stabilit aceasta în 1809 pentru a oferi cetățenilor abuzați de soluționarea dificilă de către birocrație. Prin urmare, în mai multe limbi se face referire la numele său suedez "Ombudsman". În țările vorbitoare este denumit în mod obișnuit ombudsman, în timp ce în țările francofone, în general, este numit "Médiateur de la République", iar în catalana "Síndic de Greuges". Unele țări au solicitat de asemenea, un  ombudsman.
În mod similar, există diferențe între ombudsman și avocatul poporului în Spania, deoarece ombudsmanul a fost desemnat să monitorizeze administrația publică, avocatul poporului folosește această monitorizare drept un instrument de apărare a drepturilor și libertăților fundamentale, așa cum releva Art.54 din CE și în conformitate cu Cap.IV, din titlul I.
Legitimitatea democratică a ombudsmanului este clară, deoarece în toate cazurile, vine de la alegerile parlamentare, cu o majoritate calificată, după o dezbatere publică în ceea ce privește candidatul. Cu toate acestea, este independent de parlament, care nu poate trimite instrucțiuni, cu excepția cazurilor evaluate. S-a observat că eficacitatea acesteia este limitată de incapacitatea sa de a impune cu forța deciziile autorităților în cauză. Abilitatea lor de control se află în primul rând în caracterul rezonabil sau persuasiunea argumentelor lor, astfel încât acestea să devină mai mult politice decât judiciare. Cu toate acestea, experiența arată că cele mai multe dintre recomandări sunt, de obicei, atinse de autoritățile publice.
În unele țări ombusmanul are autoritatea de a introduce acțiuni juridice în fața Curții Supreme sau a Curții Constituționale dacă este necesar.
Ombudsmanul s-a "dezvoltat" în special în America, după modelul spaniol. Instituțiile sunt grupate în Federația Iberoamericană a Ombudsmanilor, organizație foarte activă în apărarea drepturilor omului în regiune, care publică anual un raport major asupra depturilor omului.

## Organizarea statului
Argentina este un stat federal compus din 23 de provincii și orașul autonom Buenos Aires care îndeplinește rolul de capitală. Fiecare provincie este un stat autonom care exercită toate puterile delegate nu în mod expres de stat și are putere legislativă, în condițiile stabilite prin constituțiile respective care își exprimă în mod explicit angajamentul lor față de republică. Puterea executivă este exercitată în fiecare provincie de către un guvernator; atât menținerea mandatului, precum și modul de a fi ales și posibilitatea de realegere sunt stabilite de fiecare constituție provoncială care, în general, stabilesc termenul unui mandat la patru ani. Printre sarcinile sale se numără și îndeplinirea Constituției și a legilor statului, de unde Constituția se referă la aceștia ca agenți naturali ai guvernului federal. Puterea legislativă provincială este exercitată de corespondentul legislaturii provinciale care poate fi unicameral sau bicameral, conform fiecărei constituții provinciale.
Fiecare provincie are la randul ei subdiviziuni teritoriale numite departamente, cu excepția provinciei Buenos Aires unde sunt numite partidos. Astfel în funcție de deciziile fiecărei provincii, departamentele pot fi subdivizate în districte, parohii sau barăci și pot avea sau nu funcții administrative. Pentru a gestiona interesele populației locale, Constituția recunoaște municipalitățile ca entități autonome create de guvernele provinciale care reglementează exercitarea lor, având provincii considerate agenții independente. Municipalitățile sunt clasificate administrativ, în primul rând în ceea ce privește numărul de locuitori. Natura, compoziția și atribuțiile guvernului în fiecare localitate depinde de gama sa, în constituțiile diferite a criteriilor de clasificare și formelor de guvernământ, de asemenea există guverne locale fără categorii municipale, în localități mici sau în arii rurale, care au diferite nume: comisii de promovare, comisii municipale,comune, etc.
Localitățile care îndeplinesc cerințele pentru crearea acesteia sunt declarate municipii,guvernate  de municipiu ca ramură executivă, exercitată de un primar sau președinte municipal ales prin vot universal, direct și în ramura legislativă, cu autoritate pentru adoptarea ordonanțelor municipale, exercitată de un consiliu municipal sau oraș, în majoritatea cazurilor, iar numărul de consilieri, de obicei, este stabilit de legislație, în funcție de numărul de locuitori. Pentru municipalitățile care îndeplinesc anumite cerințe legale și decid să utilizeze autonomia institutională, majoritatea provinciilor le dau puterea de a stabili forma de guvernământ, prin adoptarea "Cartei Orgánica" sau "Cartei Municipale" cu caracter de instituție municipală.
Această structură administrativă este foarte dinamică și are scop dublu: de a colabora în descentralizarea statului (Federalismul Argentinei se ia la nivel municipal) și de a promova colonizarea teritoriilor virgine, în cazul în care așezările create vor servi drept bază în crearea ulterioară a comitetelor municipale sau comisii de promovare detașate de cele originale.

### Alegerile
Din 1983 până în prezent, s-a produs o a doua cea mai lunga perioadă neîntreruptă a alegerilor din istoria Argentinei (cea mai lungă perioadă de până acum a fost din 1853 până în 1930). Perioada actuală este cea mai lungă, dacă se ia de la Legea Sáenz Peña care a stabilit în 1912 votul universal, secret și obligatoriu (următoarele în ceea ce privește perioada sunt: 1912-1930, 1931-1943 și 1946-1955).